# إدي روذرفورد
إدي روذرفورد (بالإنجليزية: Eddie Rutherford)‏ (8 فبراير 1921 في المملكة المتحدة - 29 يونيو 2007 بغلاسكو في المملكة المتحدة) هو لاعب كرة قدم بريطاني (وحمل سابقاً جنسية المملكة المتحدة لبريطانيا العظمى وأيرلندا) في مركز الوسط. شارك مع منتخب اسكتلندا لكرة القدم. أما مع النوادي، فقد لعب مع برادفورد سيتي وريث روفرز ونادي رينجرز وهارت أوف ميدلوثيان وهاميلتون أكاديميكال ولينكولن سيتي أف سي ورابطة كرة القدم الاسكتلندية الحادية عشر ‏.

## وصلات خارجية
- إدي روذرفورد على موقع الاتحاد الإسكتلندي (الإنجليزية)
- إدي روذرفورد على موقع قاعدة بيانات كرة القدم.إي يو (الإنجليزية)